# Dayi (språk)
Dayi är ett australiskt språk som talades av 70 personer år 1986. Dayi talas i Nordterritoriet. Dayi tillhör de pama-nyunganska språken.